# 胸腺齿突蟾
胸腺齿突蟾（学名：Scutiger glandulatus）为锄足蟾科齿突蟾属的两栖动物，是中国的特有物种。分布于四川、云南等地，一般栖息于高山草甸有泉水流出的小溪中石下以及多于泉水源处。其生存的海拔范围为2200至4000米。该物种的模式产地在四川理县。

## 保护
本种于2023年被收录入《有重要生态、科学、社会价值的陆生野生动物名录》。